# Perdido Beach
Perdido Beach – miasto w Stanach Zjednoczonych, w stanie Alabama, w hrabstwie Baldwin. Według danych na rok 2020 miejscowość zamieszkiwało 555 osób, a gęstość zaludnienia wyniosła 180,78 os./km².

## Geografia
Perdido Beach ma łączną powierzchnię 3,07 km², w tym całość stanowi ląd.

### Klimat
Średnia temperatura wynosi +24 °C. Najcieplejszym miesiącem jest lipiec (+32 °C), a najzimniejszym miesiącem jest styczeń (+7 °C). Średnie opady wynoszą 1546 mm rocznie. Najbardziej wilgotnym miesiącem jest sierpień (183 mm opadów), a najbardziej suchym miesiącem jest październik (98 mm opadów).

## Demografia

### Spis powszechny z 2010 roku
W 2010 roku Perdido Beach zamieszkiwało 581 osób, a gęstość zaludnienia wyniosła 189,25 os./km². Miasto liczyło wówczas 273 gospodarstwa domowe, w których mieszkało 189 rodzin.

### Spis powszechny z 2020 roku
Według danych na rok 2020 miasto liczyło 365 gospodarstw domowych, w których mieszkało 230 rodzin. Średni wiek wszystkich mieszkańców wynosi 64 lata, natomiast 47,7% wszystkich mieszkańców (265 osób) stanowią osoby powyżej 65 roku życia.
Historyczna populacja:
| Rok        | 2010 | 2020  |
| ---------- | ---- | ----- |
| Ludność    | 581  | 555   |
| Zmiana w % |      | –4,5% |